# Carl Zimmermann (Holzstecher)
Carl Hermann Louis Zimmermann (geboren 28. März 1825 in Magdeburg; gestorben 14. Dezember 1873 in Leipzig) war ein deutscher Holzstecher und Unternehmer. Seine Künstlersignatur lautete C ZN oder C. Z. oder C. Zimmermann sc.

## Leben und Werk
Zimmermann durchlief von etwa 1840 bis 1844 eine Lehre bei dem in Leipzig tätigen William Alfred Nicholls. 1844 erhielt er eine Anstellung als Gehilfe im Atelier von Eduard Kretschmar, das Holzschnitte vor allem für die Leipziger Illustrirte Zeitung produzierte. Von 1858 bis 1863 leitete Zimmermann von Kretschmars Anstalt, die unterdessen in den Besitz des Verlagshauses J. J. Weber übergegangen war.
1864 übernahm Zimmermann das Leipziger Atelier, das fortan – nicht zu verwechseln mit der „X. A. der Ilustrirten Zeitung“ – als Xylographische Anstalt von Carl Zimmermann firmierte.